# App Store (macOS)
App Store (також відомий як Mac App Store та App Store macOS) — це платформа цифрового розповсюдження програм macOS, створена та підтримувана Apple Inc.. Платформа була презентована 20 жовтня 2010 р. на заході Apple «Назад до Mac». Apple почала приймати подання програм від зареєстрованих розробників 3 листопада 2010 року, готуючись до запуску.
Магазин Mac App Store був запущений 6 січня 2011 року як частина безкоштовного оновлення Mac OS X 10.6.6 для всіх поточних користувачів Snow Leopard. Після 24 годин випуску Apple оголосила, що здійснено понад мільйон завантажень.
4 червня 2018 року Apple оголосила, що нова версія App Store буде включена в macOS Mojave.

## Положення
Як і App Store на iOS, Mac App Store регулюється Apple.
Щоб подати програму на розгляд, розробник повинен бути учасником Програми розробників Apple. Станом на червень 2019 року членський внесок становить 99 доларів США на рік.
Програми повинні бути схвалені компанією Apple, перш ніж вони стануть доступними в магазині. До заборонених типів програм, розкритих Apple, належать програми, які:
- здатні змінити власні елементи інтерфейсу користувача або поведінку macOS;
- не відповідають вимогам щодо людського інтерфейсу Apple Macintosh;
- схожі за своїм зовнішнім виглядом або функцією із сучасними продуктами Apple (наприклад, Mac App Store, Finder, iTunes та iChat);
- подібні до інших програм, які вже присутні в магазині Mac App Store (наприклад, Adobe Illustrator та CorelDraw, Photoshop, Lightroom та Apple Aperture, Cinema 4D та 3D Max);
- можуть містити або демонструвати порнографічні матеріали;
- є або встановлюють спільні компоненти (розширення ядра, плагіни браузера, компоненти QuickTime тощо);
- надавати вміст або послуги, термін дії яких закінчується;
- не працювати на поточній версії macOS;
- є бета-версія, демонстраційна, пробна або тестова версії програмного забезпечення;
- посилання на торгові марки, розробник яких не має явного дозволу на використання;
- є безкоштовним програмним забезпеченням, що ліцензується лише згідно з GPL (оскільки Умови використання App Store накладає додаткові обмеження, несумісні з GPL)[10][11];
- можуть використовувати бібліотеки програмного забезпечення, які додатково встановлені або вважаються застарілими Apple для користувачів macOS. Наведені приклади:
  - Реалізація Apple Java SE 6 (хоча реалізація OpenJDK Java SE 7 дозволена, якщо вона включена в додаток)[12][13];
  - Код PowerPC, який вимагає Rosetta;
- не в пісочниці (станом на 1 червня 2012 р.)[14] На WWDC 2013 Apple оголосила, що це правило більше не застосовується, і що так звані «тимчасові винятки» можуть використовуватися, коли програма має причину не потрапляти в пісочницю;
- не є 64-розрядними додатками (станом на 1 січня 2018 р.)[15];
- містять шкідливий код.

Як і в iOS App Store, Apple оцінює програми по всьому світу на основі їх вмісту та визначає вікову групу, для якої кожен з них підходить. macOS дозволить блокувати небажані програми в системних налаштуваннях. Нижче наведено рейтинги, які Apple деталізувала:
| Рейтинг      | Опис |
| ------------ | --- |
| 4+           | Не містить небажаних матеріалів. |
| 9+           | Може містити м'які або рідкісні випадки мультиплікаційного, фантастичного чи реалістичного насильства, а також м'який або рідкісний вміст для дорослих, сугестивних або жахливих тем, який може бути непридатним для дітей віком до 9 років. |
| 12+          | Може містити часті або насичені мультфільми, фентезі чи реалістичне насильство, м'які або рідкісні зрілі або суперечливі теми, м'які або рідкісні недоброзичливі слова та імітовані азартні ігри, які можуть не підходити дітям до 12 років. |
| 17+          | Може містити часті та інтенсивні образливі висловлювання, надмірні мультфільми, фантазії чи реалістичне насильство, часті та інтенсивні зрілі, жахи, навіювані теми, сексуальний вміст, нагота, алкоголь та наркотики або поєднання будь-якого з цих факторів, які не підходять для осіб 17 років. Ніхто у віці до 16 років не може купувати додаток із рейтингом 17+. |
| Без рейтингу | Ці програми не можна придбати в App Store. |

## Використання Apple
З моменту відкриття магазину Mac App Store, Apple все частіше використовує його як основний засіб розповсюдження власних програмних продуктів шляхом коробкових версій, що продаються в його роздрібних магазинах. Ця позиція була збільшена з випуском OS X Lion у липні 2011 року, який був першим випуском OS X, який не продавався у формі DVD-коробок. Цей метод обмежив обсяг розповсюдження операційної системи тим, хто в цей час використовує Mac OS X 10.6.6+, хоча інші засоби, запропоновані Apple після випуску, включали флеш-накопичувач USB, що містить операційну систему, та цифрове завантаження в магазині операційну систему через місцеположення Apple Store. Починаючи з OS X Mountain Lion, операційні системи Apple можна завантажувати лише з Mac App Store.
Це також вплинуло на попередні способи розповсюдження Apple через власний вебсайт. Галерею завантажень було видалено в липні 2011 року та замінено посиланнями на інформаційну сторінку Mac App Store. Однак це не вплинуло на галерею віджетів Dashboard, а також не вплинуло на галерею розширень Safari, обидві залишаються в Інтернеті та в Інтернеті (однак у Safari 12 старий тип розширень застарів та замінений новим, більше безпечний, один, доступний виключно в магазині Mac App Store). Розділ «Завантаження» підтримки Apple також залишається в мережі, оскільки він надає переважно оновлення безпеки для поточних та старих програмних програм та операційних систем, багато з яких почалися ще до 1998 року.

## Підроблені програми
Незабаром після того, як незалежний розробник ігор Wolfire Games розмістив свою гру, Lugaru, у магазині Mac App, як Lugaru HD за 9,99 долара, розробник помітив, що підроблена копія їх гри також продається в App Store за 0,99 долара США. Розробник зв'язався з Apple 31 січня 2011 року, а 10 лютого 2011 року підроблену копію гри було видалено з App Store.
Ряд вебсайтів новин зазначають, що під час уважного вивчення Apple-місць додатків, перелічених у їх магазині, підроблена копія існуючої програми не повинна була пройти цей процес, і дні, що минули відтоді, як розробник попередив Apple підроблене програмне забезпечення викликає занепокоєння для розробників.

## Історія
6 січня 2011 року запущено Mac App Store з понад 1000 додатків, включаючи власні iWork '09, iLife '11, Aperture та власні програми Apple, перенесені з iOS, такі як Angry Birds, Flight Control, Things та Twitter для Mac. Більшість програм належали до категорії Ігри, яка мала майже втричі більше програм у наступній за величиною категорії — Службові програми. Найпоширеніша цінова ціна становила 20–50 доларів. Angry Birds, популярна відеогра в iOS App Store, була першим платним додатком у Mac App Store у перший день.
Оновлення Mac App Store для OS X Mountain Lion представило пасхальне яйце, в якому, якщо хтось завантажить програму з Mac App Store і перейде в папку своєї програми до того, як програма закінчить завантаження, вона побачить позначку часу програми як «24 січня», 1984, о 02:00 "дата, коли оригінальний Macintosh надійшов у продаж. Це вперше писанка з'являється в частині програмного забезпечення Apple, оскільки Стів Джобс оголосив про заборону писанок, коли повернувся в Apple в 1997 році.
11 листопада 2015 року ряд програм, придбаних через Mac App Store, почав виходити з ладу під час запуску. Користувачі у всьому світі отримували повідомлення про помилки й були змушені видаляти та повторно завантажувати програми, що зазнали впливу. На наступний день розробник Tapbots Пол Хаддад виявив, що проблема пов'язана із закінченням терміну дії сертифіката безпеки. 17 листопада Apple надіслала електронний лист із поясненнями розробникам. Компанія заявила, що більшість питань вирішено, а інформація про усунення несправностей надана команді підтримки AppleCare.
17 грудня 2015 року відповідальність за нагляд за App Store було покладено на Філа Шиллера, старшого віцепрезидента Apple зі світового маркетингу. Раніше App Store очолював Едді Кью, старший віцепрезидент Apple з питань програмного забезпечення та послуг в Інтернеті.
1 січня 2018 року Apple оголосила, що більше не приймає 32-розрядні програми в магазині Mac App Store, тоді як існуючі 32-розрядні програми в App Store повинні бути оновлені, щоб відповідати 64-розрядної архітектурі до 1 червня 2018 року.
1 серпня 2024 року стало відомо, що з Mac App Store вилучено 𝕏, відповідно користувачі залишилися без доступу до зазначеного застосунку. Пошуки за словами «Twitter» і «𝕏» на платформі Apple більше не показують застосунок, а URL-адреса також не працює, виводячи повідомлення про недоступність. Це означає, що нові користувачі більше не можуть завантажити застосунок, і їм доведеться користуватися версією на основі браузера.

## Збої в роботі
27 серпня 2024 року, о 7:15 (за київським часом), в роботі Mac App Store та Apple Books виникли збої, які призвели до порушення доступу деяких окремих користувачів до цих сервісів. Apple повідомлила, що збої були усунені станом на 21:40 (за київським часом).